# Міжнародний комітет з таксономії вірусів
Міжнародний комітет з таксономії вірусів (англ. International Committee on Taxonomy of Viruses) — це міжнародна організація, яка затверджує та організовує таксономічну класифікацію та номенклатуру вірусів. Міжнародний комітет з таксономії вірусів розробляє універсальну таксономічну схему для вірусів і, таким чином, має засоби для належного опису, назви та класифікації кожного таксону вірусу. Члени Міжнародного комітету з таксономії вірусів вважаються експертами-вірусологами. Міжнародний комітет з таксономії вірусів створена та контролюється Відділом вірусології Міжнародного союзу мікробіологічних товариств. Детальну роботу, таку як ідентифікація нових таксонів і визначення меж видів, родів, родин тощо, як правило, виконують дослідницькі групи експертів із родин вірусів..

## Історія
Міжнародний комітет з номенклатури вірусів був заснований у 1966 році на Міжнародному конгресі з мікробіології в Москві для стандартизації назв таксонів вірусів. Міжнародний комітет з номенклатури вірусів опублікував свій перший звіт у 1971 році. Для вірусів, що інфікують хребетних, перший звіт включав 19 родів, 2 родини та ще 24 некласифіковані групи.
У 1974 році Міжнародний комітет з номенклатури вірусів було перейменовано на Міжнародний комітет з таксономії вірусів.

## Організаційна структура
Організація поділена на виконавчий комітет, до складу якого входять члени та керівники, обрані на певний термін, а також безпосередньо призначені голови 7 підкомітетів. Голова кожного підкомітету, у свою чергу, призначає численні «дослідницькі групи», кожна з яких складається з одного голови та різної кількості членів, присвячених таксономії певного таксону, наприклад порядку чи родини. Цю структуру можна візуалізувати так:
Виконавчий комітет
- Президент
- Віце-президент
- Секретарі
  - Бізнес-секретар
  - Секретар пропозицій
  - Секретар даних
- Голів — посад: 7 (по одному на кожен підкомітет)
- Виборні члени — посади: 11

Підкомітети
- Підкомітет з ДНК-вірусів і ретровірусів тварин — дослідницькі групи: 18
- Підкомітет вірусів dsРНК та ssРНК тварин — дослідницькі групи: 24
- Підкомітет ssRNA+ вірусів тварин — дослідницькі групи: 16
- Підкомісія з бактеріальних вірусів — навчальні групи: 20
- Підкомісія з архейних вірусів — навчальні групи: 11
- Підкомісія з вірусів грибів та протистоїдів — дослідницькі групи: 12
- Підкомісія з вірусів рослин — навчальні групи: 22

## Мета
Метою Міжнародного комітету з таксономії вірусів є:
- Розробити узгоджену на міжнародному рівні таксономію вірусів.
- Встановити узгоджені на міжнародному рівні назви таксонів вірусів.
- Повідомляти вірусологам про прийняті рішення щодо класифікації та номенклатури вірусів шляхом проведення нарад та публікації звітів.
- Вести офіційний покажчик узгоджених назв таксонів вірусів.
- Вивчати вплив вірусів на сучасне суспільство та їх поведінку.

## Принципи номенклатури
Основними принципами номенклатури вірусів Міжнародного комітету з таксономії вірусів є:
- Стабільність
- Уникнення або відмова від використання імен, які можуть спричинити помилку або плутанину
- Уникнення непотрібного створення імен

Універсальна система класифікації вірусів Міжнародного комітету з таксономії вірусів використовує дещо модифіковану версію стандартної системи біологічної класифікації. Він розпізнає лише порядок таксонів, родину, підродину, рід і вид. Якщо незрозуміло, як віднести вид до роду, але його класифікація в сімействі зрозуміла, він буде класифікований як невіднесений вид цієї родини. Багато таксонів залишаються неранжованими. Станом на 2005 рік існують також послідовності GenBank, присвоєні 3142 «видам», які не враховані у звіті Міжнародного комітету з таксономії вірусів (проте, через те, як працює GenBank, фактична кількість правильних видів, ймовірно, значно менша). Очікується, що кількість неідентифікованих послідовностей вірусу лише зросте, оскільки швидкість секвенування вірусів різко зростатиме.
Міжнародний комітет з таксономії вірусів продовжує стабільну діяльність з моменту свого заснування в 1962 році. Кожен рід і родина, визнані в 1980-х роках, продовжували використовуватися, зокрема, у 2005 році.

## Назви та зміна таксонів
Пропозиції щодо нових назв, зміни назв, встановлення та таксономічного розміщення таксонів розглядаються виконавчим комітетом Міжнародного комітету з таксономії вірусів у формі пропозицій. Перед ухваленням рішення проводяться консультації з усіма відповідними підкомітетами та дослідницькими групами комітету. Назва таксона не має офіційного статусу, доки її не схвалить комітет, і назви будуть прийняті, лише якщо вони пов'язані із затвердженими ієрархічними таксонами. Якщо для таксона не запропоновано жодної відповідної назви, таксон може бути затверджений, а назва не визначена до прийняття прийнятної міжнародної назви, коли її запропонує і прийме Міжнародний комітет з таксономії вірусів. Назви не повинні передавати значення для таксона, яке могло б виключити віруси, які по праву є членами цього таксону, виключати членів, які одного дня можуть належати до цього таксону, або включати віруси, які належать до інших таксонів.

## Правила для таксонів

### Вид
Назва виду повинна складатися з якомога меншої кількості слів, але не повинна складатися лише з назви господаря та слова virus. Назва виду повинна забезпечувати відповідну однозначну ідентифікацію виду. Цифри, літери або їх комбінації можуть використовуватися як видові епітети там, де такі цифри та літери вже широко використовуються. Однак нові серійні номери, літери або їх комбінації не прийнятні як видові епітети. Якщо серія цифр або букв існує, її можна продовжити.

### Роди
Рід вірусів — це група споріднених видів, які мають спільні деякі важливі властивості та часто відрізняються лише діапазоном господаря та вірулентністю. Назва роду має складатися з одного слова, яке закінчується на суфікс -virus. Затвердження нового роду має супроводжуватися затвердженням типового виду.

### Підродини
Підродина — це група родів, що мають певні спільні ознаки. Таксон слід використовувати лише тоді, коли це необхідно для вирішення складного ієрархічного завдання. Назва підродини має складатися з одного слова, яке закінчується суфіксом -virinae.

### Родини
Родина — це група родів, незалежно від того, чи організовані вони в підродини, які мають певні спільні ознаки. Родинне ім'я має складатися з одного слова, яке закінчується на суфікс viridae.

### Порядок
Порядок — це група сімей, що мають певні спільні ознаки. Назва порядку має складатися з одного слова, яке закінчується суфіксом -virales.

## Правила для субвірусних агентів
Правила, що стосуються класифікації вірусів, також застосовуються до класифікації віроїдів. Формальними закінченнями для таксонів віроїдів є слово viroid для видів, суфікс -viroid для родів, суфікс -viroinae для підродин, якщо цей таксон потрібен, і -viroidae для родин.
За класифікацією та номенклатурою ретротранспозони вважаються вірусами. Сателіти та пріони не класифікуються як віруси, але їм призначається довільна класифікація, яка здається корисною для працівників у певних галузях.

## Правила орфографії
1. У офіційному таксономічному використанні прийняті назви груп вірусів, родин, підродин і родів надруковані курсивом, а перші літери назв — великими.[9]
2. Назви видів друкуються курсивом і мають першу літеру першого слова з великої літери. Інші слова не пишуться з великої літери, якщо вони не є власними іменниками або частинами власних іменників.
3. У офіційному вживанні назва таксона має передувати терміну таксономічної одиниці.

## Класифікація вірусів, відкрита метагеномікою
Визнаючи важливість вірусної метагеноміки, Міжнародний комітет з таксономії вірусів визнає, що геноми, зібрані з метагеномних даних, представляють справжні віруси, і заохочує їх офіційну класифікацію за тими самими процедурами, які використовуються для виділення та характеристики вірусів за допомогою підходів класичної вірусології.

## Звіти комітету
Міжнародний комітет з таксономії вірусів публікує звіти про систематику вірусів приблизно двічі на десятиліття, починаючи з 1971 року (наведено нижче — «Звіти»). Дев'ятий звіт комітету вийшов у грудні 2011 року; тепер вміст доступний у вільному доступі на сайті комітету. Починаючи з 2017 року, десятий звіт комітету має публікуватися онлайн на вебсайті комітету, і буде вільним для доступу з окремими розділами, які постійно оновлюються. Таксономія 2018 року доступна в Інтернеті, включно з електронною таблицею Excel для завантаження всіх визнаних видів.

## База даних ICTVdb
ICTVdb — це база даних видів та ізолятів, призначена для доповнення таксономічної бази даних Міжнародного комітету з таксономії вірусів. Розробка ICTVdB підтримується комітетом з 1991 року, і спочатку була призначена для допомоги в таксономічних дослідженнях. База даних класифікує віруси, серед інших характеристик, на основі їх хімічних характеристик, геномного типу, реплікації нуклеїнової кислоти, захворювань, векторів і географічного поширення.
Базу даних було розроблено в Австралійському національному університеті за підтримки Національного наукового фонду США та за підтримки «American Type Culture Collection». Вона використовує мову опису для таксономії DELTA, світовому стандарті обміну таксономічними даними, розробленому Австралійською організацією наукових і промислових досліджень Співдружності (CSIRO). DELTA здатна зберігати різноманітні дані та перекладати їх на мову, придатну для традиційних звітів і веб-публікацій. Наприклад, ICTVdB сам по собі не містить інформації про геномну послідовність, але може конвертувати дані DELTA у формат NEXUS. Він також може обробляти великі вхідні дані та підходить для складання довгих списків властивостей вірусів, текстових коментарів і зображень.
ICTVdB виріс у концепції та можливостях, щоб стати основним довідковим ресурсом та інструментом дослідження; у 1999 році він отримував понад 30 тисяч комбінованих онлайн-переходів на день зі свого головного сайту в Австралійському національному університеті та двох дзеркальних сайтів у Великій Британії та США.
У 2011 році Міжнародний комітет з таксономії вірусів вирішив призупинити проєкт і сайт ICTVdb. Це рішення було прийнято після того, як стало очевидно, що таксономія, представлена на сайті, застаріла на багато років і що деяка інформація на сайті була неточною через проблеми з тим, як база даних запитувалась і оброблялася для підтримки природної мови для виходу на вебсайті ICTVdb. Комітет розпочав обговорення того, як найкраще вирішити ці проблеми, але вирішив, що часові рамки для оновлень і виправлення помилок достатньо довгі, тому краще припинити роботу сайту, а не продовжувати публікацію недостовірної інформації. Станом на серпень 2013 року база даних залишалася в режимі очікування. Згідно з деякими поглядами, "Міжнародний комітет з таксономії вірусів також має сприяти використанню загальнодоступної бази даних для заміни бази даних комітету як сховища первинних метаданих окремих вірусів, а також має публікувати резюме публікацій комітету у цій базі даних, оскільки вони мають «відкритий доступ».

## Звіти
- Viruses, International Committee on Nomenclature of; Wildy, Peter (1971). Classification and nomenclature of viruses. 1st report. Out of print (англ.)
- Viruses, International Committee on Taxonomy of; Fenner, Frank (1976). Classification and nomenclature of viruses. 2nd report. ISBN 978-3805524186. (англ.)
- Viruses, International Committee on Taxonomy of; Matthews, Richard Ellis Ford; Section On Virology, International Association of Microbiological Societies (1979). Classification and nomenclature of viruses. 3rd report. ISBN 978-3805505239. (англ.)
- Ellis, Richard; Matthews, Ford, ред. (1982). Classification and nomenclature of viruses. 4th report. Karger. с. 199. ISBN 9783805535571. (англ.)
- Viruses, International Committee on Taxonomy of; Francki, R. I. B (1991). Classification and nomenclature of viruses. 5th report. ISBN 978-3211822869. (англ.)
- Murphy, Frederik A (1995). Virus taxonomy: classification and nomenclature of viruses. 6th report. ISBN 978-3211825945. (англ.)
- Viruses, International Committee On Taxonomy Of; Van Regenmortel, M. H. V; Fauquet, C. M; Bishop, D. H. L (2000). Virus taxonomy: classification and nomenclature of viruses. 7th report. ISBN 978-0123702005. (англ.)
- Fauquet, C.M., ред. (2005). Virus taxonomy: classification and nomenclature of viruses. 8th report. Elsevier/Academic Press. ISBN 978-0080575483. (англ.)
- King, Andrew M. Q.; Lefkowitz, Elliot; Adams, Michael J. та ін., ред. (2011). Virus taxonomy: classification and nomenclature of viruses. 9th report. Elsevier/Academic Press. с. 1338. ISBN 9780123846846. Також доступно онлайн.[13]
- 10-й звіт (онлайн)[14]